# Настоящая любовь (фильм, 1993)
«Настоящая любовь» (англ. True Romance) — кинофильм режиссёра Тони Скотта по сценарию Квентина Тарантино.

## Сюжет
Кларенс Уорли и Алабама Уитмэн познакомились и провели вместе ночь. Алабама призналась, что она делает первые шаги на трудном поприще «call-girl», то есть девушки по вызову. Вскоре Кларенс Уорли «навестил» сутенёра Алабамы, оставив после себя два трупа — сутенёра и его телохранителя, прихватив у них чемодан кокаина вместо чемодана с вещами своей девушки.
Кларенс и Алабама поженились и отправились в «свадебное путешествие» через всю Америку, чтобы сбыть наркотики и получить кругленькую сумму. В погоню за ними устремились мафиозные владельцы кокаина и полиция.

## В ролях
- Кристиан Слейтер — Кларенс Уорли
- Патрисия Аркетт — Алабама Уитмэн
- Майкл Рапапорт — Дик Ричи
- Бронсон Пинчот — Эллиот Блитцер
- Деннис Хоппер — Клиффорд Уорли, отец Кларенса
- Гэри Олдмен — Дрексл Спайви, сутенёр
- Кристофер Уокен — Винченцо Кокотти
- Сол Рубинек — Ли Доновиц, продюсер
- Джеймс Гандольфини — Вирджил, подручный Кокотти
- Брэд Питт — Флойд, сосед Дика
- Том Сайзмор — Коди Николсон, полицейский
- Крис Пенн — Никки Даймс, полицейский
- Вэл Килмер — Элвис
- Сэмюэл Л. Джексон — большой Дон

## О фильме
Сценарии фильмов «Настоящая любовь» и «Прирождённые убийцы» когда-то были одним большим сценарием, но потом его разбили на две части и сценарии продали. По словам Тарантино, в концовке фильма Тони Скотта Кларенс (Кристиан Слейтер) должен был погибнуть, а спустя время Алабама должна была познакомиться с мистером Белым из фильма Тарантино «Бешеные псы» и вместе с ним продолжить пребывание по ту сторону закона. В одной из сцен фильма «Бешеные псы» герой фильма Джо даже спрашивает мистера Белого о девушке по имени Алабама. Однако продюсеры изменили концовку «Настоящей любви», сделав невозможной встречу мистера Белого и Алабамы.

## Номинации
- 1994 — Премия «Сатурн»
  - Лучший актёр — Кристиан Слейтер
  - Лучшая актриса — Патрисия Аркетт
  - Лучший сценарий — Квентин Тарантино
- 1995 — Премия Fantasporto
  - Лучший фильм — Тони Скотт
- 1994 — Премия MTV Movie Award
  - Лучший поцелуй — Кристиан Слейтер, Патрисия Аркетт